# Barbara Borowicz
Barbara Borowicz – polska klarnecistka, solistka, doktor habilitowana.

## Życiorys
W młodych latach śpiewała w chórze dziecięcym. Potem brała prywatne lekcje gry na instrumentach klawiszowych. Skończyła Szkołę Muzyczną I stopnia im. Karola Kurpińskiego w Poznaniu (klasa klarnetu Dariusza Orłowskiego) i z wyróżnieniem studia licencjackie oraz magisterskie w Akademii Muzycznej w Krakowie (klasa klarnetu prof. Andrzeja Godka). Naukę doskonaliła w klasie solowej Alessandro Carbonare w Accademia Musicale Chigiana w Sienie i Accademia Nazionale di Santa Cecilia w Rzymie, jak również w klasie kameralistyki w Universität für Musik und darstellende Kunst w Wiedniu (studia podyplomowe). W 2017 doktoryzowała się na Akademii Muzycznej w Krakowie. Jako jedyny polski wykonawca zdobyła certyfikat zgodności interpretacji utworu In Freundschaft na klarnet solowy z zamierzeniami kompozytora.
Jako klarnecistka-solistka zadebiutowała wraz z orkiestrą Filharmonii Opolskiej. Od 2014 jest asystentką w Akademii Muzycznej w Krakowie. W 2019 wydała płytę nagraną wspólnie z Markiem Szlezerem, zawierającą premierowe utwory na klarnet i fortepian Witolda Friemanna.
Jest wielokrotną stypendystką Ministra Kultury i Dziedzictwa Narodowego i Ministra Nauki. Otrzymała też stypendium Ministra Kultury „Młoda Polska”, Stypendium Naukowe Stołecznego Królewskiego Miasta Krakowa, Stypendium Artystyczne Miasta Poznania, Nagrodę Województwa Małopolskiego „Ars Quaerendi” oraz Stypendium Twórcze Miasta Krakowa dla szczególnie uzdolnionych artystów, twórców i menadżerów kultury. Jest współautorką projektu Polskie Muzyczki (cykl filmowy o polskich kompozytorach oraz sposobach słuchania muzyki).
Występowała m.in. w Australii, Nowej Zelandii, Republice Południowej Afryki, Austrii, Armenii, Włoszech, Hiszpanii, Gruzji, na Węgrzech, w tym w Sydney Opera House czy Royal Concertgebouw.

## Nagrody
Otrzymała m.in. następujące nagrody:
- Medal Młodej Sztuki (2021)[1][3],
- nagroda za interpretację utworu K. Stockhausena podczas Stockhausen Concerts and Courses w Kürten (2015),
- I nagroda na II Międzynarodowym Konkursie Klarnetowo-Saksofonowym w Reggiolo (2014),
- II nagroda i nagroda specjalna za wyróżniającą się osobowość artystyczną na VI Międzynarodowym Zachodniopomorskim Festiwalu Klarnetowym w Szczecinie (2014),
- I nagroda na XIII Międzynarodowym Konkursie Muzycznym im. Juliusza Zarębskiego w Łomiankach i Warszawie (2013),
- II nagroda na VII Międzynarodowym Konkursie Klarnetowym „Saverio Mercadante” w Noci i Bari (2012),
- Nagroda Ministra Kultury i Dziedzictwa Narodowego[2].